# Molophilus monostyloides
Molophilus monostyloides är en tvåvingeart som beskrevs av Alexander 1951. Molophilus monostyloides ingår i släktet Molophilus och familjen småharkrankar. Inga underarter finns listade i Catalogue of Life.